# 中山来未
中山 来未（なかやま くるみ、1995年9月1日 - ）は、日本の歌手、女優オーディションリアリティー番組『ザ・ラストヒロイン〜ワルキューレの審判〜』のグランプリ受賞者。

## 略歴
2015年、13歳-25歳未満の女性（番組開始時に特定の芸能事務所・レコード会社に所属していない・国籍不問だが日本在住）を対象として、1万5000人以上が応募し、その中から書類選考で勝ち上がった20人に対して審査を行い、演劇に必要な音楽、演技、ダンスの3つの要素を兼ね備える女性を育てるために、世界一厳しいとされる演出家・俳優らが、参加者を徹底的に厳しく指導するというリアリティ番組『ザ・ラストヒロイン〜ワルキューレの審判〜』に出演し、この番組の最終審査で、最終合格者=ラストヒロインの称号を勝ち取り、2015年8月3日から9月25日まで放送された昼の帯ドラマ『癒し屋キリコの約束』のキララ役として女優デビューすると共に同ドラマの主題歌も担当し、歌手デビュー（「ラストヒロイン（中山来未）」名義・「Thank You For The Music」）。
2018年6月29日から7月1日まで彩の国さいたま芸術劇場にて行われた舞台『みんな仲良く』で舞台初出演。
2021年4月2日、映画『裸の天使 赤い部屋』で映画初出演でヒロイン役を務めた。
2022年5月20日、NHK札幌放送局にて放送された北海道発地域ドラマ「春の翼」でテレビドラマ初主演。
2023年11月8日、日本テレビ系水曜ドラマ『コタツがない家』第4話にゲスト出演し、ゴールデンプライムタイムの民放ドラマ初出演。

## 人物
- 出身地：北海道札幌市
- 血液型：B型
- 大学：日本医療大学保健医療学部看護学科 中退
- 所属：アクターズスタジオ北海道本部校

## 出演

### ドキュメンタリー
- ザ・ラストヒロイン〜ワルキューレの審判〜（2015年1月29日 - 6月25日、東海テレビ）

### テレビドラマ
- 癒し屋キリコの約束（2015年8月3日 - 9月25日、東海テレビ）- キララ / 本城小百合 役[2]
- 北海道発地域ドラマ「春の翼」（2022年5月20日、NHK札幌放送局[6]） - 主演・吉川翼 役[7][4]
- コタツがない家 第4話（2023年11月8日、日本テレビ） - 絵里沙 役[5]

### 映画
- 裸の天使 赤い部屋（監督：窪田将治、2021年4月2日） - ヒロイン・文子 役[3]
- 銀幕彩日（監督：中田圭、2021年公開・2022年7月31日、ゆうばり国際ファンタスティック映画祭2022）[8]
- 白鍵と黒鍵の間に（監督：冨永昌敬、2023年10月6日） - Y子 役[9]
- わたしかもしれない（仮題）（監督：野本梢、2025年公開予定） - 長沢葉奈 役[10][11][12]

### WEBドラマ
- 霧子とキリコ（2020年9月1日 - 21日、ふうりゅう舎YouTubeチャンネル） - 主演・桐子 / キリコ 役

### バラエティ
- 恋んトス Season8（2018年10月6日 - 2019年2月1日、Paravi）
- ヒロミ・指原の“恋のお世話始めました”（2022年12月15日、ABEMA）

### 舞台
- みんな仲良く（2018年6月29日 - 7月1日、彩の国さいたま芸術劇場）
- 海賊と山賊 第二章（2019年6月28日 - 30日、彩の国さいたま芸術劇場 小ホール）
- 愛宕劇団 舞台公演2022 『九人の乙女〜氷雪の門〜』（2022年8月18日・19日、小樽GOLD STONE）[13]

### MV
- Diamond Shake「Dragonfly〜風の物語」（2022年10月18日）

## 音楽
|  | 発売日        | タイトル                | 仕様                   | 規格品番                                      |
|  | 2015年9月16日 | Thank You For The Music | 初回生産限定盤・通常盤 | XSCL-14/5（初回生産限定盤） XSCL-16（通常盤） |

- クレヨン社『VOICE』ミュージックビデオ（2017年9月19日）[14]